# Nikolai Borissowitsch Delone (Physiker, 1926)
Nikolai Borissowitsch Delone (russisch Николай Борисович Делоне; * 22. Mai 1926 in Leningrad; † 11. September 2008 in Moskau) war ein sowjetisch-russischer Physiker und Hochschullehrer.

## Leben
Delone stammte väterlicherseits aus der französischen Adelsfamilie Delaunay. Einer seiner Vorfahren war der letzte Kommandant der Bastille Bernard-René Jordan de Launay. Delone war der Sohn des Mathematikers Boris Nikolajewitsch Delone und Enkel des Physikers und Mathematikers Nikolai Borissowitsch Delone.
Delone studierte am Moskauer Institut für Ingenieur-Physik (MIFI), das 2009 die Nationale Forschungsuniversität für Kernphysik wurde.
Nach dem Studienabschluss 1951 wurde Delone wissenschaftlicher Mitarbeiter des Moskauer Physik-Instituts (FIAN) der Akademie der Wissenschaften der UdSSR (AN-SSSR, seit 1991 Russische Akademie der Wissenschaften (RAN)). Mit seiner kernphysikalischen Dissertation über die Physik der Blasenkammern wurde er Ende der 1950er Jahre zum Kandidaten der physikalisch-mathematischen Wissenschaften promoviert. Als 1964 Leonid Weniaminowitsch Keldysch im Physik-Institut die Theorie der Ionisation von Atomen durch ein starkes Laserfeld entwickelte, führte Delone 1965 mit seinen Mitarbeitern dazu das erste Experiment durch, mit dem er die Multiphotonenionisation entdeckte und die Theorie bestätigte. Diese Arbeit löste weltweit umfangreiche Forschungsaktivitäten aus. 1974 verteidigte Delone mit Erfolg seine Doktor-Dissertation über die Multiphotonenionisation der Atome für die Promotion zum Doktor der physikalisch-mathematischen Wissenschaften. Es folgte die Ernennung zum Professor.
Als 1982 aus der Abteilung A des Lebedew-Instituts das  Prochorow-Institut für Allgemeine Physik (IOF) der AN-SSSR entstand, arbeitete Delone nun dort. 1983 führte er im IOF ein Seminar für Physik der Multiphotonenprozesse ein, an dem Studenten, Aspiranten und Forscher aus Moskauer Instituten und anderen Instituten teilgenommen haben. 1986 schlug er zusammen mit M. W. Ammossow und Wladimir Pawlowitsch Krainow (MFTI) die ADK-Formel für die Beschreibung der Tunnelionisation von Atomen im Laserfeld vor, nachdem  S.-L. Chin dies im Feld eines Kohlendioxidlasers experimentell beobachtet hatte. Die ADK-Formel wird seitdem für die Interpretation entsprechender Versuchsergebnisse weltweit benutzt.
Zusammen mit Physikern der Universität Uschhorod entdeckte Delone erstmals experimentell die Zwei-Elektronen-Multiphotonenionisation von Atomen im starken Laserfeld. Den Bericht über diese Entdeckung trug auf der Konferenz über Multiphotonenprozesse in Frankreich 1989 der Mitarbeiter Michail Wladimirowitsch Fedorow vor, da Delone keine Ausreisegenehmigung erhielt. Dieser Bericht löste wieder weltweite Forschungsaktivitäten aus, zunächst von Karl Heinz Welge (1926–2001), Universität Bielefeld, und S.-L. Chin, nun Université du Québec, dann von Gérard Mainfray, CEA Saclay und weiteren Forschergruppen.
Nach dem Ende der Sowjetunion 1991 knüpfte Delone enge Kontakte zu führenden Forschergruppen im Ausland. Viele seiner Studenten schickte er zu Kollegen in Frankreich, Kanada und den USA. Viele Jahre lang hielt er Vorlesungen im MFTI und betreute die Kandidat- und Doktorarbeiten von Forschern aus allen Teilen der Sowjetunion.
Im Moskauer Lyzeum Wtoraja Schkola (2. Schule, L2Sch) lehrte er ab 2001 Physik. Auch leitete er viele Jahre ein öffentliches Seminar über Laserphysik und nichtlineare Optik, wobei er auch auf die Entwicklungsgeschichte der Quantenphysik von den Anfängen bis zu seinen Multiphotonenprozessen Bezug nahm.
Delones Sohn Wadim Nikolajewitsch Delone war Dichter und Dissident, was in den 1970er Jahren zu Schwierigkeiten für Delones wissenschaftlicher Arbeit geführt hatte.
Delone starb an einem Schlaganfall.